# Pepe Jiménez
José Pascual Jiménez Vicente, conocido como Pepe Jiménez, es un maestro serígrafo nacido en la ciudad de Murcia el 25 de enero de 1943. Desarrolla su aprendizaje, desde principios de los años 60 del siglo XX, en el ámbito industrial, en talleres de Madrid, Barcelona y Milán, conocimientos que le resultaron de gran utilidad en el periodo de la transición española, residiendo en Madrid. En esta época fue requerido por diferentes partidos políticos y organizaciones afines a sus convicciones, necesitados de abundante cartelería, de muy diferentes tamaños, como simples carnets y grandes propuestas de publicidad, actividad que se realiza en semi-clandestinidad.
Inicia su relación con el mundo del arte y la pintura, con artistas y pintores, en el año 1968.
Tras este periplo, regresa a la Región de Murcia, estableciéndose, finalmente, en la localidad de Balsicas, T.M. de Torre-Pacheco, donde restaura una ermita del siglo XIX, la «Capilla del Caserío de Torrijos», en el paraje denominado «La Colonia», catalogada como arquitectura religiosa.
Esta restauración, anexa a su estudio-taller de serigrafía, actúa a modo de galería en la que se exponen las obras editadas, entre ellas las de artistas como Rafael Canogar, Mengual, Ángel Haro, Jorge Fin, Charris, Pedro Cano, Gaya, entre otros muchos.

## Caserío de Torrijos

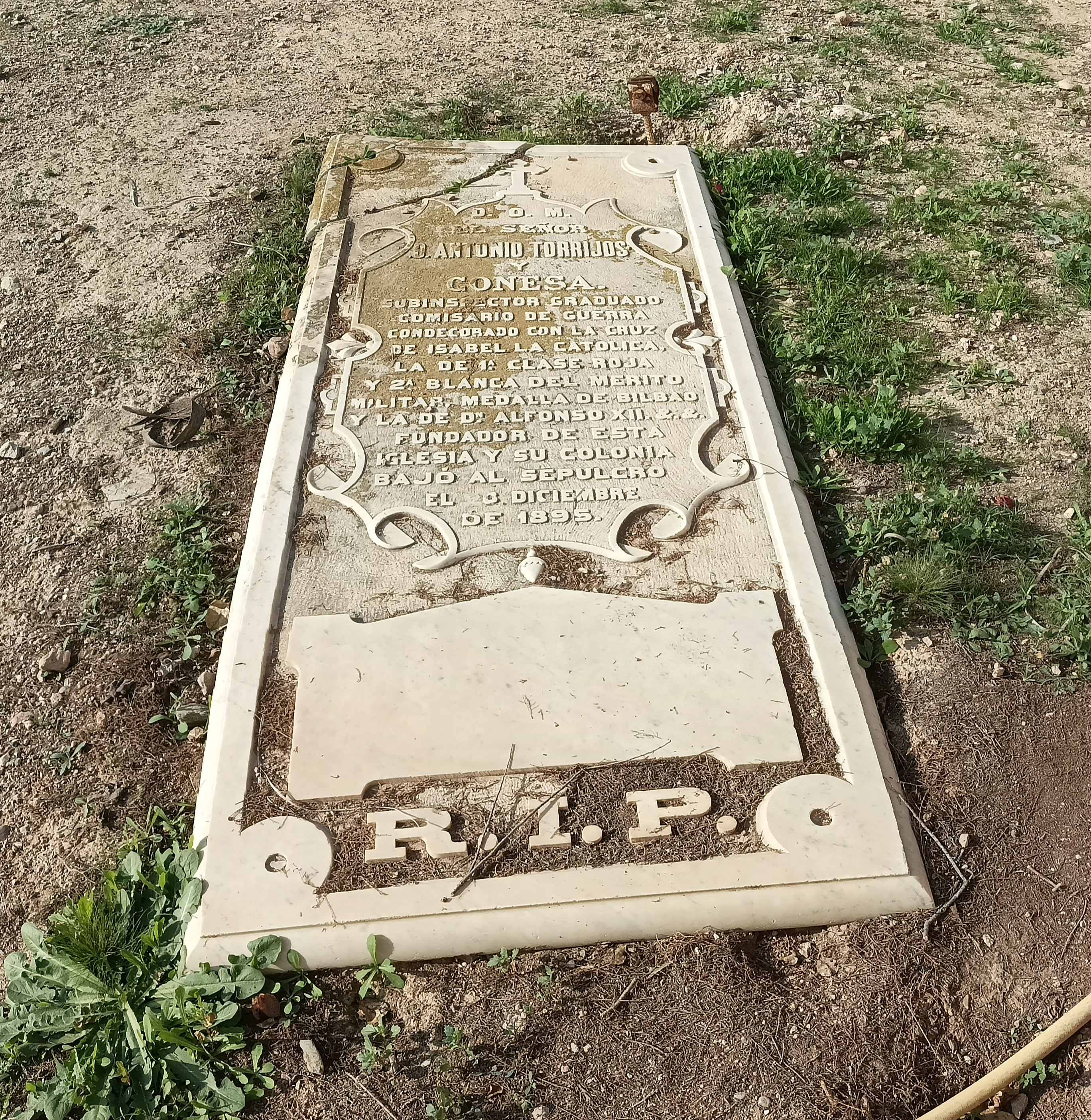
Lápida de Antonio Torrijos y Conesa.

Antonio Torrijos y Conesa, comisario de guerra fallecido en 1895, fue el fundador de esta colonia y su capilla, realmente situada en la pedanía de Los Camachos, próxima a Balsicas, aun cuando se suele vincular con esta segunda localidad.
En esta iglesia, en la «colonia de la Armida», se celebran «solemnes cultos por el eterno descanso del alma de los fundadores de la colonia» en 1897, existiendo una lápida, ya sin restos en el momento de su remoción, de Antonio Torrijos y Conesa.

### La capilla
Se trata de una estructura sencilla, con copia de elementos bizantinos, como el baldosín redondo del suelo, que Pepe Jiménez reconstruye con medios propios.
La conforman 12 lados, dos capillas y un ábside. También dos bóvedas pequeñas que debieron tener teja y fueron restauradas de la forma más sencilla, todo reconstruido con materiales accesibles, baratos.
En la capilla del siglo XIX rehabilitada se exponen, a modo de galería, las obras editadas.

### Taller de serigrafía
En la Casa de la Colonia, en una nave de unos 400 m², junto a otras dependencias, se encuentra el taller en que el maestro serígrafo Pepe Jiménez desarrolla sus quehaceres técnicos y artísticos encaminados a la consecución de la serigrafía en diferentes formatos, como el gran formato de 120x160 cm, o de 50x65 cm., para lo que dispone de herramientas y maquinaria adecuada en este taller.

## Divulgación

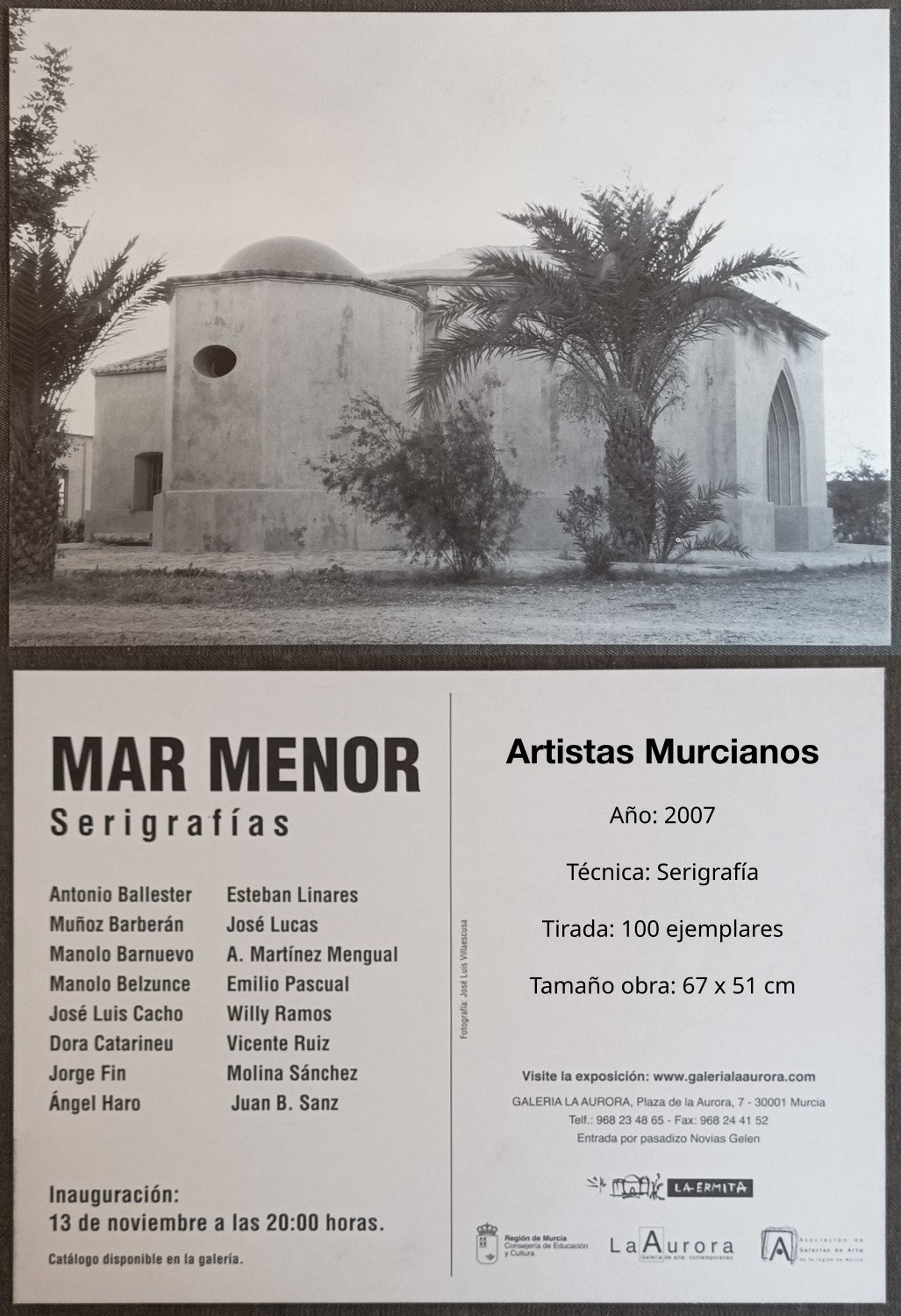
Mar Menor - Serigrafías - Composición de anverso, reverso e información

Dentro de las actividades que se desarrollan en torno a la serigrafía y el taller de La Ermita, destacan las tendentes a la divulgación artística y técnica, entre ellas:
- Premio Internacional de Serigrafía Villa de Torre-Pacheco

- Diferentes talleres, en que se edita, junto a los artistas, cara al público, lo que aporta una gran espontaneidad a la creación.[10]

### Exposiciones
- Serigrafías Verónicas, cuarenta y tres artistas en Murcia : el taller de Pepe Jiménez : [exposición][14]
- Mar Menor - Serigrafías. En 2007, con tirada de 100 ejemplares con serigrafías de 67 × 51 cm de 16 artistas murcianos.[15]

## Serigrafías
Serigrafías compuestas por Pepe Jiménez.

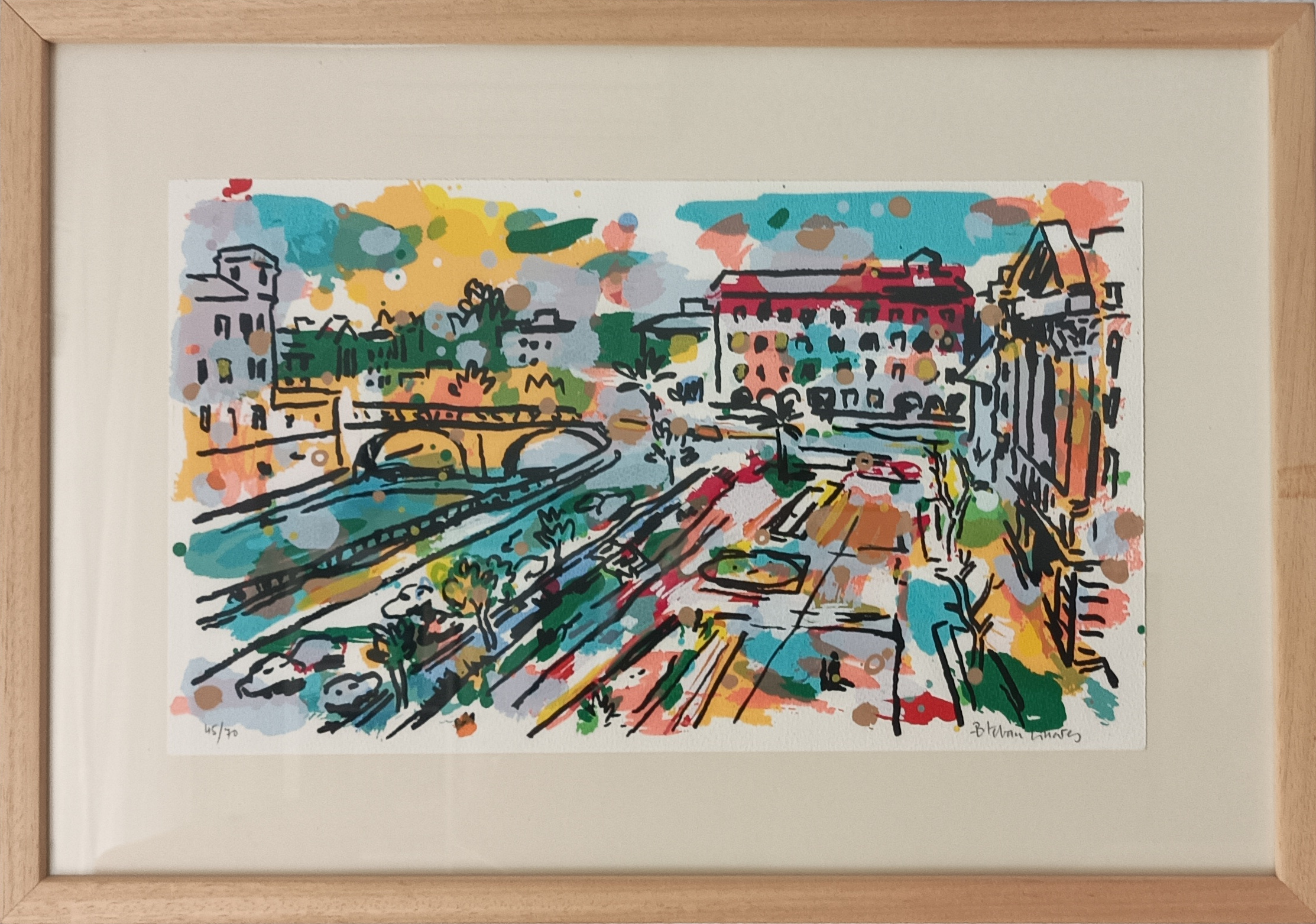
Glorieta - Esteban Linares
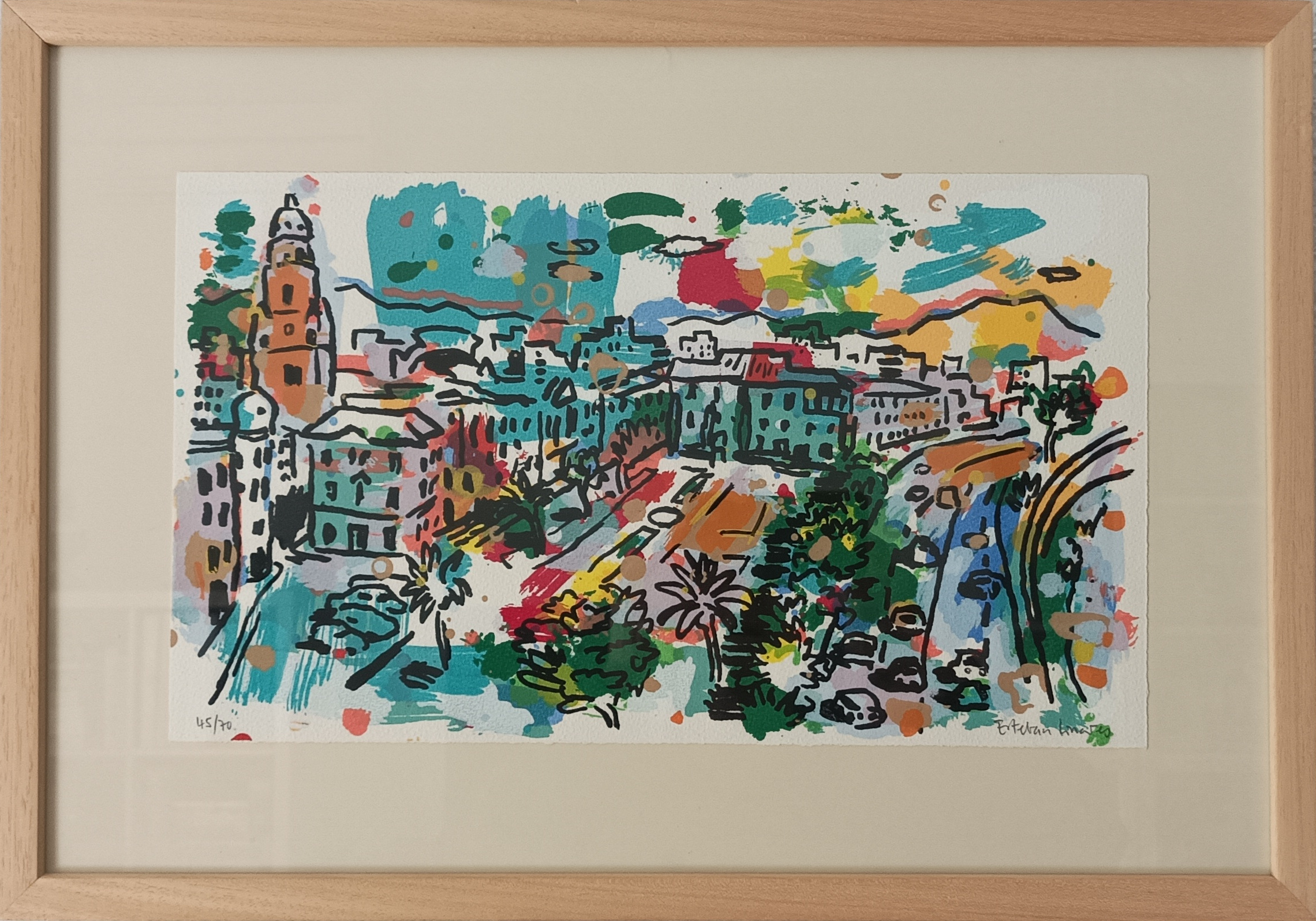
Glorieta I - Esteban Linares

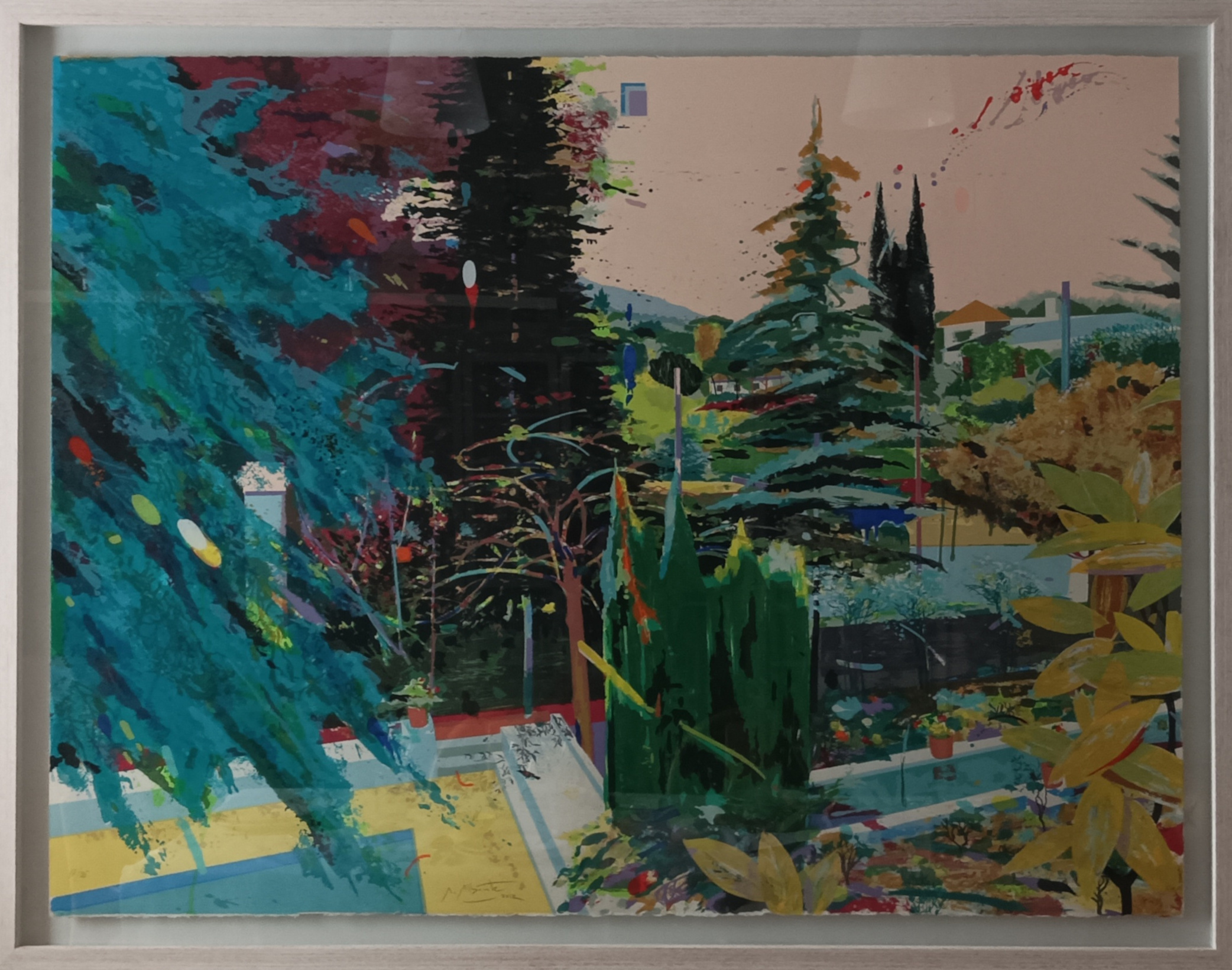
Oriol, de Alfonso Albacete, en gran formato de 1.20x1.60 m.